# مهرجانات لبنان
يقيم اللبنانيون العديد من المهرجانات السنوية التي تظهر تقاليده العريقة في الثقافة. بعضها ليوم واحد وبعض اخر يستمر لأيام أو لأسابيع في مختلف المناطق اللبنانية. ويتمّ في هذه المهرجانات إحياء حفلات حية تلمع فيها أسماء مشهورة في سماء الفنّ لنجوم لبنانيين وعرب وعالمين. وهناك أيضاً مهرجانات محلية قصيرة واحتفالات دينية تقليدية تقام في لبنان طول أيّام السنة.

## المهرجانات العالمية
- مهرجانات بعلبك الدولية[1]
- مهرجانات بيت الدين[2]
- مهرجانات صور[3]
- مهرجانات صيدا الدولية
- مهرجانات بيبلوس
- مهرجان لبنان السنوي للشعر العربي في بنت جبيل
- مهرجان البستان الدولي للموسيقى والفنون [4]
- احتفال بيروت للأفلام السينمائية

المهرجان العالمي للتراث والسياحة للمغتربين اللبنانيين.

## المهرجانات المحلية
- مهرجان جزين في جنوب لبنان.
- مهرجان ريفون في جبل لبنان.
- مهرجان مرجعيون في جنوب لبنان.
- مهرجان بعقلين في الشوف.
- مهرجان دوما في شمال لبنان.
- مهرجان المغتربين الباروك في الشوف.
- انتخاب ملكة جمال قضاء البترون في شمال لبنان.
- مهرجان العنب ـ بسابا الشوف.
- مهرجان طرابلس
- مهرجان وقت النوم (بالإنجليزية: Bed Time)‏ وسط المدينة ـ بيروت.
- مهرجانات بيصور في جبيل.
- مهرجان سيرف فولان (بالفرنسية: Cerf Volant)‏ في بيروت.
- مهرجان روللر بارك (بالإنجليزية: Roller Park)‏ وسط المدينة ـ بيروت.
- مهرجان قب الياس للمغتربين في البقاع.